# Rákóczi nemzetközi InterCity
A Rákóczi nemzetközi InterCity (a szlovákiai részen Rákóczi EuroCity) egy a MÁV és a ŽSSK által közlekedtetett nemzetközi vonat volt (vonatszám: IC 181-182), amely Budapest-Keleti pályaudvar és a Kassa között, Miskolc érintésével közlekedett. Naponta egy-egy pár közlekedett, döntően a MÁV és a ŽSSK által kiállított nagysebességű kocsikkal.

## Története
A Rákóczi egyike hosszú ideje azonos útvonalon közlekedő nemzetközi vonatoknak. Már az 1970-es években is közlekedett, Moldova György is említi Akit a mozdony füstje megcsapott… című könyvében. 
A vonat története során közlekedett gyorsvonatként, expresszvonatként, az InterCity és EuroCity vonatnem tagjaként is. A vonat mindig a Budapest és Kelet-Szlovákia közötti közvetlen kapcsolatot jelentette, rendszerint reggeli budapesti indulással és esti visszaérkezéssel. A vonat a rendszerváltás előtt a nyári időszakban a tátrai idegenforgalmi központokig közlekedett, később ezt a kapcsolatot csak átszállással biztosították.
2020. december 13-ától nem közlekedik, helyét a kétóránként induló Hernád InterCity veszi át.
| Menetrendi időszak | Vonatszám    | Végállomás (Magyarország) | Végállomás (Szlovákia)          |
| ------------------ | ------------ | ------------------------- | ------------------------------- |
| 1982-1992          | 212; 213     | Budapest-Keleti           | Poprád (nyári időszakban) Kassa |
| 1992-1998          | 312; 313     | Budapest-Keleti           | Poprád (nyári időszakban) Kassa |
| 1998-1999          | 412; 413     | Budapest-Keleti           | Poprád (nyári időszakban) Kassa |
| 2000-2007          | 412; 413     | Budapest-Keleti           | Kassa                           |
| 2007-2008          | 412; 413     | Budapest-Keleti           | Kassa                           |
| 2009-2011          | IC532; IC533 | Budapest-Keleti           | Kassa                           |
| 2012-2014          | EC532; EC533 | Budapest-Keleti           | Kassa                           |
| 2014-2015          | IC182; IC183 | Budapest-Keleti           | Kassa                           |
| 2015-2020          | IC181; IC182 | Budapest-Keleti           | Kassa                           |

## Napjainkban
A vonatot általában a MÁV V43-as mozdonya vontatta Budapesttől Hidasnémetiig. Kassáig a ŽSSK 361-es mozdonya továbbította.
A kiállított kocsik valamennyien ülőkocsik voltak, alkalmasak a 160 km/h sebességre. Az első osztályú kocsik magyar Amz és szlovák Apeer, a másodosztályúak magyar Bpmz és szlovák Bmeer és Bpeer típusúak.

## Útvonala
- Budapest-Keleti
- Füzesabony
- Miskolc-Tiszai
- Szikszó
- Forró-Encs
- Hidasnémeti
- Košice (Kassa) (SK)